# Krystyn Ościk
Krystyn Ościk herbu Trąby , właściwie Ościk (łac. Cristini Ostik, ur. ok. 1390, zm. ok. 1444 ) – bojar litewski, starosta uszpolski (1398), adoptowany podczas unii horodelskiej (1413), kasztelan wileński (1418–1442).
Nosił nazwisko patronimiczne Syrpuciowicz . Tytułował się mianem z Kieranowa.

## Życiorys
Ościk był pogańskim bojarem litewskim, który po przyjęciu chrztu, przyjął chrześcijańskie imię Krystyn.
Po raz pierwszy zjawia się pośród uczestników traktatu salińskiego z 1398 roku, gdzie występuje z tytułem starosty uszpolskiego. Urząd ten sprawuje jeszcze w styczniu 1401 roku, kiedy to wraz ze swoim bratem, Dorgim, podpisuje akt unii wileńskiej. Później spotykamy go kilkakrotnie, jednakże bez żadnych tytułów. Dopiero od roku 1411 występuje stale z imieniem Krystyn. W tym samym roku podpisał pokój toruński.

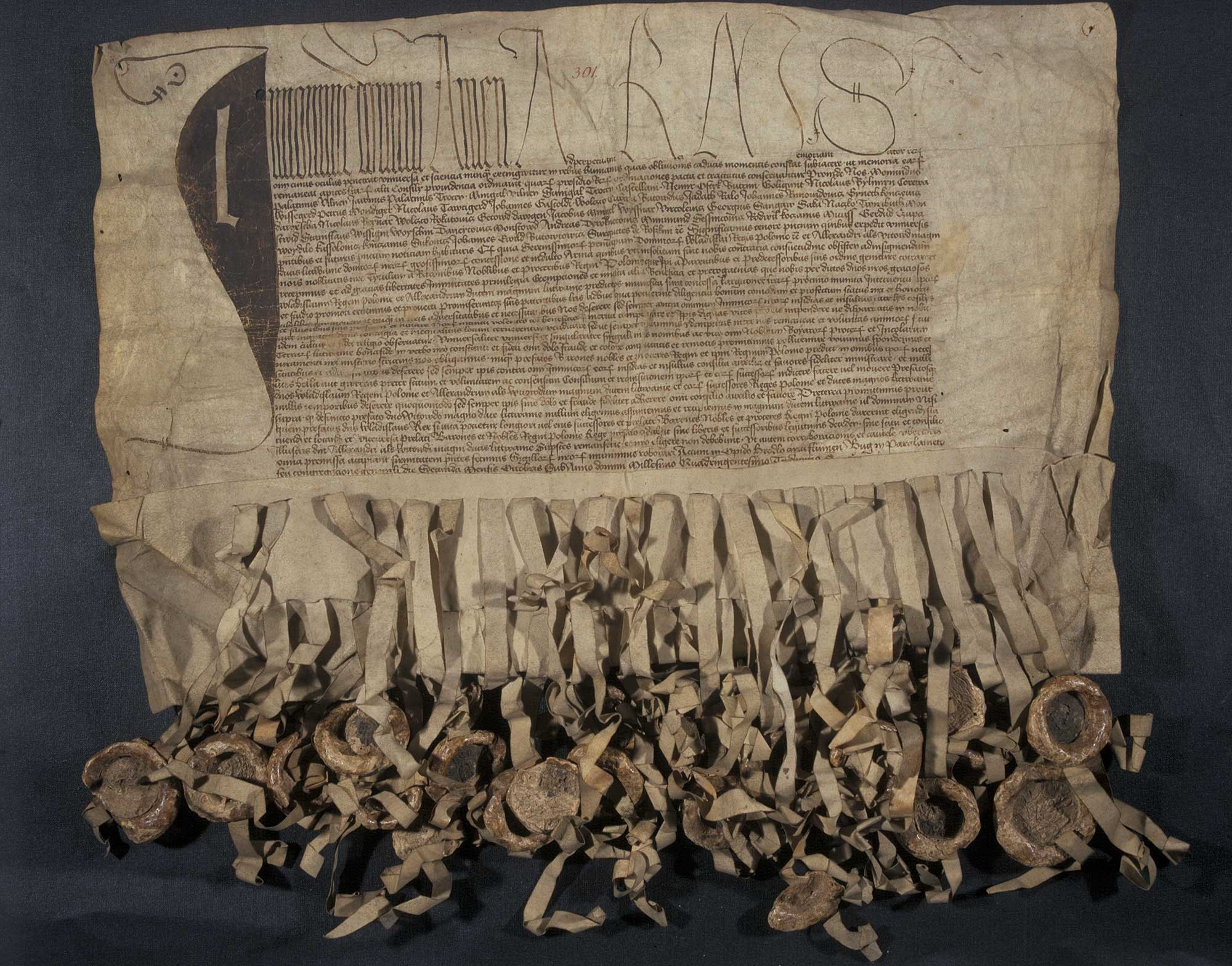
Dokument unii horodelskiej z 1413 roku z przyczepionymi pieczęciami

W 1413 roku podczas unii horodelskiej doszło do przyjęcia przez polskie rodziny szlacheckie, bojarów litewskich wyznania katolickiego (tzw. adopcja herbowa). Jednym z ważniejszych dowodów tamtego wydarzenia jest istniejący do dziś dokument, do którego przyczepione są pieczęcie z wizerunkami herbów szlacheckich. W dokumencie tym pojawia się również Ościk, który został adoptowany przez przedstawicieli Trąbów.
Przywiesza on wówczas do aktu swą pieczęć z łacińskim napisem w otoku:

♱ S · cristini · ostik · de ♱ Kernow

W 1418 roku występuje z godnością kasztelana wileńskiego, który to urząd piastuje do końca życia. Był sygnatariuszem pokoju mełneńskiego w 1422 roku. 15 października 1432 roku podpisał akt unii grodzieńskiej. 20 stycznia 1433 roku był świadkiem aktu unii trockiej. 31 grudnia 1435 roku podpisał akt pokoju w Brześciu Kujawskim.
Z dokumentów Zygmunta Kiejstutowicza z 1436 roku, poznajemy żonę Ościka – Annę. Nie udaje się poznać jej pochodzenia, jednakże dokument dotyczył zatwierdzenia przez w. ks. lit., jej posagu i wiana, ubezpieczonych na dwóch wsiach Ościka – Dewklebiszkach i Owancie.
Krystyn należał do najwybitniejszych postaci na Litwie z czasów panowania Witolda Kiejstutowicza, będąc przy tym jednym z najbliższych jego następców. Uczestniczy on we wszystkich niemal współczesnych aktach politycznych, uniach i traktatach pokojowych. Uczestniczył w poselstwach z ramienia Świdrygiełły do Wielkiego Mistrza zakonu krzyżackiego, następnie był gorącym zwolennikiem Zygmunta Kiejstntowicza i jako kasztelan wileński, świadczy na szeregu jego aktów. Po śmierci tego Zygmunta w 1440 roku, Ościk stanął w rzędzie bojarów, którzy opowiedzieli się po stronie Kazimierza Jagiellończyka, przeciw Michałowi Zygmuntowiczowi.
Ostatni raz pojawia się w źródłach w listopadzie 1442 roku, z tego też roku pochodzi dokument jego, mający charakter testamentu, w którym dzieli swe dobra między synów. Widocznie najprawdopodobniej w okolicach tej daty, przypuszczalnie z końcem 1442 roku lub początkiem 1443 roku, rozstaje się z światem.
W latach swojego żywota zebrał ogromny majątek pochodzący z nadań Wielkiego Księcia Litewskiego, a także własnej akcji kolonizacyjnej.

## Genealogia
Genealogia rodzinna została utworzona na podstawie fragmentu Władysława Semkowicza w Roczniku Polskiego Towarzystwa Heraldycznego we Lwowie.
|  |  |  |  |  |  |  |  |  |  |  |  |  |  |  |  |          |          |          |          |          |          |  |  |           |           |           |           |           |           |  |  |        |        |        |        |        |        |  |  |               |               |               |               |               |               |  |  | Radziwiłł Ościkowicz  | Radziwiłł Ościkowicz  | Radziwiłł Ościkowicz  | Radziwiłł Ościkowicz  | Radziwiłł Ościkowicz  | Radziwiłł Ościkowicz  |  |  | Radziwiłłowie  | Radziwiłłowie  | Radziwiłłowie  | Radziwiłłowie  | Radziwiłłowie  | Radziwiłłowie  |  |  |  |  |  |  |  |  |  |  |  |  |  |  |  |  |  |  |  |  |  |  |  |  |  |  |
|  |  |  |  |  |  |  |  |  |  |  |  |  |  |  |  |          |          |          |          |          |          |  |  |           |           |           |           |           |           |  |  |        |        |        |        |        |        |  |  |               |               |               |               |               |               |  |  | Radziwiłł Ościkowicz  | Radziwiłł Ościkowicz  | Radziwiłł Ościkowicz  | Radziwiłł Ościkowicz  | Radziwiłł Ościkowicz  | Radziwiłł Ościkowicz  |  |  | Radziwiłłowie  | Radziwiłłowie  | Radziwiłłowie  | Radziwiłłowie  | Radziwiłłowie  | Radziwiłłowie  |  |  |  |  |  |  |  |  |  |  |  |  |  |  |  |  |  |  |  |  |  |  |  |  |  |  |
|  |  |  |  |  |  |  |  |  |  |  |  |  |  |  |  |          |          |          |          |          |          |  |  |           |           |           |           |           |           |  |  |        |        |        |        |        |        |  |  |               |               |               |               |               |               |  |  |                       |                       |                       |                       |                       |                       |  |  |                |                |                |                |                |                |  |  |  |  |  |  |  |  |  |  |  |  |  |  |  |  |  |  |  |  |  |  |  |  |  |  |
|  |  |  |  |  |  |  |  |  |  |  |  |  |  |  |  |          |          |          |          |          |          |  |  |           |           |           |           |           |           |  |  |        |        |        |        |        |        |  |  |               |               |               |               |               |               |  |  | Stanisław Ościkowicz  | Stanisław Ościkowicz  | Stanisław Ościkowicz  | Stanisław Ościkowicz  | Stanisław Ościkowicz  | Stanisław Ościkowicz  |  |  | Ościkowicze    | Ościkowicze    | Ościkowicze    | Ościkowicze    | Ościkowicze    | Ościkowicze    |  |  |  |  |  |  |  |  |  |  |  |  |  |  |  |  |  |  |  |  |  |  |  |  |  |  |
|  |  |  |  |  |  |  |  |  |  |  |  |  |  |  |  |          |          |          |          |          |          |  |  |           |           |           |           |           |           |  |  |        |        |        |        |        |        |  |  |               |               |               |               |               |               |  |  | Stanisław Ościkowicz  | Stanisław Ościkowicz  | Stanisław Ościkowicz  | Stanisław Ościkowicz  | Stanisław Ościkowicz  | Stanisław Ościkowicz  |  |  | Ościkowicze    | Ościkowicze    | Ościkowicze    | Ościkowicze    | Ościkowicze    | Ościkowicze    |  |  |  |  |  |  |  |  |  |  |  |  |  |  |  |  |  |  |  |  |  |  |  |  |  |  |
|  |  |  |  |  |  |  |  |  |  |  |  |  |  |  |  |          |          |          |          |          |          |  |  |           |           |           |           |           |           |  |  |        |        |        |        |        |        |  |  |               |               |               |               |               |               |  |  |                       |                       |                       |                       |                       |                       |  |  |                |                |                |                |                |                |  |  |  |  |  |  |  |  |  |  |  |  |  |  |  |  |  |  |  |  |  |  |  |  |  |  |
|  |  |  |  |  |  |  |  |  |  |  |  |  |  |  |  |          |          |          |          |          |          |  |  |           |           |           |           |           |           |  |  |        |        |        |        |        |        |  |  |               |               |               |               |               |               |  |  | Michał Ościkowicz     |                       |                       |                       |                       |                       |  |  |                |                |                |                |                |                |  |  |  |  |  |  |  |  |  |  |  |  |  |  |  |  |  |  |  |  |  |  |  |  |  |  |
|  |  |  |  |  |  |  |  |  |  |  |  |  |  |  |  |          |          |          |          |          |          |  |  |           |           |           |           |           |           |  |  |        |        |        |        |        |        |  |  |               |               |               |               |               |               |  |  |                       |                       |                       |                       |                       |                       |  |  |                |                |                |                |                |                |  |  |  |  |  |  |  |  |  |  |  |  |  |  |  |  |  |  |  |  |  |  |  |  |  |  |
|  |  |  |  |  |  |  |  |  |  |  |  |  |  |  |  |          |          |          |          |          |          |  |  |           |           |           |           |           |           |  |  |        |        |        |        |        |        |  |  |               |               |               |               |               |               |  |  |                       |                       |                       |                       |                       |                       |  |  |                |                |                |                |                |                |  |  |  |  |  |  |  |  |  |  |  |  |  |  |  |  |  |  |  |  |  |  |  |  |  |  |
|  |  |  |  |  |  |  |  |  |  |  |  |  |  |  |  |          |          |          |          |          |          |  |  |           |           |           |           |           |           |  |  |        |        |        |        |        |        |  |  | Krystyn Ościk | Krystyn Ościk | Krystyn Ościk | Krystyn Ościk | Krystyn Ościk | Krystyn Ościk |  |  | Bartłomiej Ościkowicz | Bartłomiej Ościkowicz | Bartłomiej Ościkowicz | Bartłomiej Ościkowicz | Bartłomiej Ościkowicz | Bartłomiej Ościkowicz |  |  |                |                |                |                |                |                |  |  |  |  |  |  |  |  |  |  |  |  |  |  |  |  |  |  |  |  |  |  |  |  |  |  |
|  |  |  |  |  |  |  |  |  |  |  |  |  |  |  |  |          |          |          |          |          |          |  |  |           |           |           |           |           |           |  |  |        |        |        |        |        |        |  |  | Krystyn Ościk | Krystyn Ościk | Krystyn Ościk | Krystyn Ościk | Krystyn Ościk | Krystyn Ościk |  |  | Bartłomiej Ościkowicz | Bartłomiej Ościkowicz | Bartłomiej Ościkowicz | Bartłomiej Ościkowicz | Bartłomiej Ościkowicz | Bartłomiej Ościkowicz |  |  |                |                |                |                |                |                |  |  |  |  |  |  |  |  |  |  |  |  |  |  |  |  |  |  |  |  |  |  |  |  |  |  |
|  |  |  |  |  |  |  |  |  |  |  |  |  |  |  |  |          |          |          |          |          |          |  |  |           |           |           |           |           |           |  |  |        |        |        |        |        |        |  |  |               |               |               |               |               |               |  |  |                       |                       |                       |                       |                       |                       |  |  |                |                |                |                |                |                |  |  |  |  |  |  |  |  |  |  |  |  |  |  |  |  |  |  |  |  |  |  |  |  |  |  |
|  |  |  |  |  |  |  |  |  |  |  |  |  |  |  |  | Lizdejko | Lizdejko | Lizdejko | Lizdejko | Lizdejko | Lizdejko |  |  | Wirszyłło | Wirszyłło | Wirszyłło | Wirszyłło | Wirszyłło | Wirszyłło |  |  | Syrpuć | Syrpuć | Syrpuć | Syrpuć | Syrpuć | Syrpuć |  |  |               |               |               |               |               |               |  |  |                       |                       |                       |                       |                       |                       |  |  |                |                |                |                |                |                |  |  |  |  |  |  |  |  |  |  |  |  |  |  |  |  |  |  |  |  |  |  |  |  |  |  |
|  |  |  |  |  |  |  |  |  |  |  |  |  |  |  |  | Lizdejko | Lizdejko | Lizdejko | Lizdejko | Lizdejko | Lizdejko |  |  | Wirszyłło | Wirszyłło | Wirszyłło | Wirszyłło | Wirszyłło | Wirszyłło |  |  | Syrpuć | Syrpuć | Syrpuć | Syrpuć | Syrpuć | Syrpuć |  |  |               |               |               |               |               |               |  |  |                       |                       |                       |                       |                       |                       |  |  |                |                |                |                |                |                |  |  |  |  |  |  |  |  |  |  |  |  |  |  |  |  |  |  |  |  |  |  |  |  |  |  |
|  |  |  |  |  |  |  |  |  |  |  |  |  |  |  |  |          |          |          |          |          |          |  |  |           |           |           |           |           |           |  |  |        |        |        |        |        |        |  |  |               |               |               |               |               |               |  |  |                       |                       |                       |                       |                       |                       |  |  |                |                |                |                |                |                |  |  |  |  |  |  |  |  |  |  |  |  |  |  |  |  |  |  |  |  |  |  |  |  |  |  |
|  |  |  |  |  |  |  |  |  |  |  |  |  |  |  |  |          |          |          |          |          |          |  |  |           |           |           |           |           |           |  |  |        |        |        |        |        |        |  |  | Dorgi         | Dorgi         | Dorgi         | Dorgi         | Dorgi         | Dorgi         |  |  | Sudymunt Dorgiewicz   | Sudymunt Dorgiewicz   | Sudymunt Dorgiewicz   | Sudymunt Dorgiewicz   | Sudymunt Dorgiewicz   | Sudymunt Dorgiewicz   |  |  | Sudymuntowicze | Sudymuntowicze | Sudymuntowicze | Sudymuntowicze | Sudymuntowicze | Sudymuntowicze |  |  |  |  |  |  |  |  |  |  |  |  |  |  |  |  |  |  |  |  |  |  |  |  |  |  |
|  |  |  |  |  |  |  |  |  |  |  |  |  |  |  |  |          |          |          |          |          |          |  |  |           |           |           |           |           |           |  |  |        |        |        |        |        |        |  |  | Dorgi         | Dorgi         | Dorgi         | Dorgi         | Dorgi         | Dorgi         |  |  | Sudymunt Dorgiewicz   | Sudymunt Dorgiewicz   | Sudymunt Dorgiewicz   | Sudymunt Dorgiewicz   | Sudymunt Dorgiewicz   | Sudymunt Dorgiewicz   |  |  | Sudymuntowicze | Sudymuntowicze | Sudymuntowicze | Sudymuntowicze | Sudymuntowicze | Sudymuntowicze |  |  |  |  |  |  |  |  |  |  |  |  |  |  |  |  |  |  |  |  |  |  |  |  |  |  |

## Potomstwo
Co do potomstwa Ościkowego, panuje dotąd w polskiej heraldyce wiele niepewności. Dawniejsi heraldycy, wzorując się pracami Wojciecha Kojałowicza (1609–1677), przypisywali Ościkowi pięciu synów; Raka, Tokara, Radziwiłła, Stanka i Niewiera. Nowsi uczeni, tacy jak Adam Boniecki (zm. 1909) i Józef Wolff (zm. 1900) przyznają mu tylko dwóch z nich, tj. Radziwiłła i Stanka, wywodząc od pierwszego rodzinę Radziwiłłów, a od drugiego Ościkowiczów.
Rzeczywiście nie ma żadnych danych źródłowych, które by uzasadniały pochodzenie Raka, Tokara i Niewiera od Ościka. Rak, bojar żmudzki, występuje w przywileju Witolda Kiejstutowicza z 1422 roku, w którym to ów książę darował mu trzech ludzi, w połowie zaś XV w. występuje Jerzy Rakowicz, możliwe, że jest on synem wspomnianego Raka – jednakże o związku ich z Ościkiem niema żadnego śladu. To samo można powiedzieć o Niewierze, którego istnienie przypada na połowę XV w., za pośrednictwem syna jego Krzczona Niewierowicza, ciwuna wileńskiego, żyjącego w końcu XV wieku.
Tymczasem, na podstawie współczesnych źródeł, potomstwo Ościka udaje się odnaleźć bez najmniejszych trudności. Adam Boniecki udowodnił pochodzenie od Ościka dwóch jego synów; Radziwiłła i Stanka. Oprócz tego, Władysław Semkowicz odnalazł jego dwóch kolejnych synów, na których dotychczas nie zwrócono w nauce uwagi.
Wspomniany wcześniej testament Ościka z 1442 roku mówi o trzech synach, niestety krótki regest tego aktu nie podaje ich imion. Jednakże w 1447 roku występują trzej bracia Ościkowicze: Stanko, Micko i Bardko, którym Kazimierz Jagiellończyk nadał chłopów lenników w Krasnem Siole. Wszyscy trzej bracia świadczą też w 1451 roku na dokumencie niejakiego Korejwy z Gedrojci. Micko czyli Michał Ościkowicz zamienił z Kibortem Minimuntowiczem bliżej nieokreślone ziemie, które to kupił u Dowgirda w połowie XV wieku. Pośród tych Ościkowiczów brak tylko Radziwiłła, ale znów wspomina o nim w związku z wspomnianymi braćmi przywilej króla Aleksandra dla Mikołaja I Radziwiłła, syna Radziwiłła Ościkowicza z 1505 roku, który wymieniając wśród posiadłości jego osadę, Stare Muśniki, powiada o niej, że przypadła ona ojcu jego (Radziwiłłowi) w dziale z Miczkiem, po śmierci niegdyś Bartłomieja, stryja jego (tj. Mikołaja Radziwiłła) a więc brata Radziwiłła Ościkowicza. Dzięki temu mamy w szeregu dokumentów stwierdzonych czterech synów Ościka: Radziwiłła, Stanisława (Stanka), Michała (Micka) oraz Bartłomieja (Bardka).

## Książęce pochodzenie
Władysław Semkowicz, drogą analizy źródeł historycznych i przy pomocy badań topograficznych, udowadnia, że tradycja rodowa Radziwiłłów, dotycząca kniaziowskiego pochodzenia rodu jest wysoce prawdopodobna. Pierwszy promień światła rzuca na tę sprawę napis na pieczęci Krystyna Ościka, nazywający go „de Kernow". Ponieważ Kiernów był prastarym grodem książęcym, stanowiącym aż do 1392 roku siedzibę osobnego księcia kiernowskiego, a od tego zaś włość wielkoksiążęcą, zarządzaną przez namiestników i stolicę powiatu kiernowskiego, należało zbadać stosunek rodu Ościków do Kiernowa i do terytorium kiernowskiego.
Nowe światło wprowadza tu testament Krystyna Ościka z 1442 roku, wykryty pod postacią regestu w jednym z inwentarzy archiwum nieświeskiego. W testamencie tym przekazuje Ościk trzem swoim synom szereg wsi, mianowicie: Upniki, Muśniki, Szeszole, Szyrwinty i Berże nad rzeką Szyrwintą. Otóż zbadanie topografii wymienionych tu osad okazuje, że wszystkie one leżą na terytorium kiernowskim, tj. w obrębie powiatu, dawniej księstwa, kiernowskiego.
Na tym terytorium dadzą się wykryć jeszcze trzy miejscowości, należące do rodu Ościka. Wpierw Dewklebiszki nad rzeczką Duksztą, na której Ościk zabezpieczył posag żonie swej Annie. Druga miejscowość, dziś wprawdzie już nie istnieje, daje się jednak stwierdzić jej lokalizacje na podstawie jednej z rejz krzyżackich. W 1385 roku wiodła wyprawa krzyżacka przez Kiernów ku Wiłkomierzowi. Na tej drodze leżała nad rzeką Świętą, w odległości dwóch mil od Helwan a jednej od Wilkomierza wieś Syrpuciszki (Sirputtendorf). Nazwa tej miejscowości, położonej także na terytorium kiernowskim, wzbudza zainteresowanie z powodu umiejscowionego w niej imienia, nie poświadczonego w żadnych źródłach pisemnych, legendarnego ojca Ościka – Syrpucia. Według Semkowicza, okoliczność ta wzmacniająca bezwzględnie wiarygodność tradycji rodowej, skłania do przeszukania okolicy Kiernowa ze względu na imię dziada Ościkowego – Wirszuła. Rezultatem poszukiwań jest wykrycie pod samym Kiernowem osady Wirszuliszki, niewątpliwie pozostającej w związku z legendarnym Wirszułem. Wirszuł co prawda nie jest już tylko postacią legendarną, albowiem w dokumencie Olgierda Giedyminowicza z 1359 roku, ogłoszonym przez Dr Antoniego Prochaskę w Kwartalniku Historycznym z 1904 roku, wymieniony jest pośród innych świadków owego dokumentu, „kniaź Wirszuł Lizdejki”. Jest to niezwykle ważny szczegół, po pierwsze ze względu na to, że potwierdza przekaz tradycji rodowej o pochodzeniu Ościków i Radziwiłłów od Lizdejki, słynnego arcykapłana litewskiego z czasów Giedymina. Po drugie zaś dlatego, że stanowi dowód kniaziowskiego pochodzenia rodu, o którym świadomość tkwiła dotąd tylko we wzgardzonej przez nowoczesną naukę tradycji. Silne oparcie znajdują wnioski powyższe w Kiernowie, z którym wiążą węzłami kultu podania miejscowe, zarówno z miejscem położenia Syrpuciszek (miał tam być pochowany Kiernus, mityczny założyciel Kiernowa), jak i z Lizdejką, który w Kiernowie miał szukać schronienia po obaleniu ołtarzy perkunowych.
Do Kiernowa też zwrócić się trzeba w poszukiwaniu dalszych przodków rodu. Przeprowadzone przez min. Władysława Semkowicza badania wykazują na to, że Kiernów był u schyłku XIII w. (ok. 1280 roku) siedzibą książąt plemiennych, Trojdena i Syrpucia, z których pierwszy osiągnął nawet władzę wielkoksiążęca na Litwie. Przypuszczać można, że drugi z nich, tj. Syrpuć, był protoplastą naszego rodu, za czym przemawia silnie imię jego, powtarzające się w rodzie później jeszcze, w końcu XIV w., a w XVI w. występujące jako przydomek w rodzinie Ościkowiczów, ponadto związek Syrpucia z Kiernowem – niewątpliwej kolebki rodu.